# Педрас-ди-Мария-да-Крус
Педрас-ди-Мария-да-Крус (порт. Pedras de Maria da Cruz) — муниципалитет в Бразилии, входит в штат Минас-Жерайс. Составная часть мезорегиона Север штата Минас-Жерайс. Входит в экономико-статистический микрорегион Жануария. Население составляет 10 976 человек на 2007 год. Занимает площадь 1525,086 км². Плотность населения — 7,2 чел./км².
Праздник города — 27 апреля.

## История
Город основан 27 апреля 1992 года. 

## Статистика
- Валовой внутренний продукт на 2006 год составляет 25 364 000,00 реалов (данные: Бразильский институт географии и статистики).
- Валовой внутренний продукт на душу населения на 2006 год составляет 2662,61 реалов (данные: Бразильский институт географии и статистики).
- Индекс развития человеческого потенциала на 2000 год составляет 0,634 (данные: Программа развития ООН).